# Distrito de Lajas
El Distrito de Lajas es uno de los diecinueve que conforman la provincia de Chota, ubicada en el departamento de Cajamarca, bajo la administración del Gobierno regional de Cajamarca, en el norte del Perú. Limita por el norte con el Distrito de Chiguirip y la Provincia de Cutervo; por el sur con el Distrito de Chugur (Provincia de Hualgayoc); por el este con el distrito de Chota; por el oeste con los distritos de Uticyacu, Chancay Baños (Santa Cruz) y Cochabamba.

## Historia
El distrito fue creado mediante Ley N° 12301 del 29 de diciembre de 1856, en el gobierno del Presidente Ramón Castilla y Marquesado.
El 27 de noviembre de 1924, en el marco de la Rebelión de Chota contra el gobierno de Leguía, se dio la Batalla de Churucancha, en la que se enfrentaron las fuerzas del comandante Raúl Zavala contra el ejército sublevado bajo el mando del coronel Samuel del Alcázar. Al principio parecía ser una victoria de los rebeldes pero muy temprano el día 28 llegaron los "chetillanos" para salvar al ejército y derrotar a los sublevados.

## Geografía
Ubicado al oeste de la ciudad de Chota y en la parte central de la provincia, presenta zonas templadas y cálidas como la misma capital del distrito y otras zonas como la comunidad de Ajipampa; así lugares ubicados en la orilla del río Chotano de clima fresco.
Por lo general, el relieve es accidentado con topografías inrregulares bastante inclinadas, como también existen zonas fértiles con pasto natural, dedicadas especialmente a la ganadería.

## Capital
Tiene como capital al poblado de Lajas que se ubica a una altitud de 2 134 m s. n. m.

## Autoridades

### Municipales
- 1999 - 2002
  - Alcalde: Ing. Reinerio Vásquez Idrogo
    - Algunas obras:
      - Construcción con material noble el Centro Educativo secundario José Antonio Encinas, en el centro poblado de Cadmalca Alto., distrito de Lajas.
      - Construcción carretera Lajas. Pampacancha (17 KM)
      - Construcción de la carretera Lajas Tauripampa (16 KM)
      - Construcción de Aulas Quinuapmapa
      - Construcción de la Central Hidroeléctrica Tres Cruces en convenio con el PRONAMACHS - 300 kW de potencia.
      - Electrificación Rural (redes primarias) y alguna instalaciones de redes secundarias en 7 localidades (Cadmalca Bajo, Cadmalca Alto, Animas, Rinconada, Llangoden Bajo, Pacobamba El Paraje)
      - Construcción del Sistema de Agua Potable Virgen del Carmen Alto.
      - Construcción del Puesto de salud de Cadmalca Alto, en convenio con FONCODES Cajamarca.
      - Creación y producción de vivero forestal en tres centros poblados (Cadmalca Alto, Pacobamba y Tauripampa)

- 2011-2014
  - Alcalde: José Eduard Alarcón Bustamante, del Movimiento Regional Tierra y Libertad (TyL).
  - Regidores: Gilmer Gavidia Uriarte (TyL), Juan Facundo Pérez Díaz (TyL), Eucebio

```
(TyL), Elsa Perpetua Vásquez Vásquez Vda. de Azula (TyL), Segundo Fernández Vallejos (Fuerza Social).
[
1
]
```

- 2015- 2018
  - Alcalde: Ermitanio Gamonal Vásquez.
    - Regidores: Víctor Napoleón Díaz Díaz, Abel Gonzales Zarate, María Isabel Fernández Uriarte, Amalia Gonzales Muñoz, Gilmer Gavidia Uriarte.
- 2019 - 2022
  - Alcalde: José Eduard Alarcon Bustamante
    - Regidores: Segundo Armando Delgado Delgado, Rosa Sánchez Latorre, Segundo Praxedes Vásquez Díaz, Frank Rodríguez Palomino y Lidonil Delgado Efus
    - COMUNA 2023- 2026

  - Alcalde: Oscar Cabrera Díaz
  - Regidores: Roberth Castro Tapia, Gloria Gavidia Gonzales, Javier Pérez Vásquez, Neida Vásquez Vásquez y Hugo Cieza Astonitas.

## Economía
Su población se dedica a la agricultura, así como a la cría de ganado vacuno y ovino.

## Demografía
La población es de 13 401  habitantes (censo 2007), de los cuales un 75% pertenecen a la zona rural.

## Transportes y comunicaciones
Por Lajas atraviesa la carretera que va hacia Cutervo, Chota, Chiclayo y otros pueblos aledaños.

## Festividades
- Enero: Virgen Inmaculado Corazón de María
- Julio: San Antonio de Padua

## Atractivos turísticos
- La exhacienda de Churucancha
- El cerro Shingoloma a solo 5 min de la ciudad es un excelente mirador.
- Otros cerros que rodean la ciudad: Chumachay, Tucac, El Yugo
- Las grutas del cerro de Salay, acompañadas de una catarata en época lluvia, se busca que este lugar sea un área de conservación para lo cual se ha prohibido la caza de animales silvestres, ubicado a tan solo 5 minutos de Lajas en carro en el caserío de la Quinta.
- La Peña de Piruro muy cerca de la ciudad de Chota es un excelente lugar para hacer caminatas de acuerdo al estado físico.
- Laguna amarilla en Cadmalca
- La Catarata Vizcamayo, la cual hace limite entre los distritos de Lajas y Chota
- El cerro Iroz, uno de los más altos de Lajas
- Gruta de Las Animas en Cadmalca
- El Milpu o tragadero en Yacochingana
- La piedra Pistola
- SE RECOMIENDA CUIDADO Y CONSERVACIÓN POR PARTE DE LOS VISITANTES, NO DAÑAR ESTOS LUGARES NI DEJAR BASURA